# Matkullen
Matkullen este o arie protejată (arie specială de conservare — SAC, sit de importanță comunitară — SCI) din Suedia întinsă pe o suprafață de 6,6 ha, integral pe uscat.

## Localizare
Centrul sitului Matkullen este situat la coordonatele 59°54′08″N 15°35′56″E / 59.9021°N 15.599°E.

## Înființare
Situl Matkullen a fost declarat sit de importanță comunitară în ianuarie 1997 pentru a proteja 1 specie de plante. Situl a fost protejat și ca arie specială de conservare în martie 2011.

## Biodiversitate
Situată în ecoregiunea boreală, aria protejată conține 1 habitat natural: Taiga vestică.
La baza desemnării sitului se află o specie protejată de  plante: Buxbaumia viridis.